# Eeva-Maria Maijala
Eeva-Maria Kustaava Maijala, född 23 december 1967 i Sodankylä, är en finländsk politiker (Centern). Hon var ledamot av Finlands riksdag 2011–2019. Hon är agrolog och vicehäradshövding.
Maijala blev omvald i riksdagsvalet 2015 med 5 515 röster från Lapplands valkrets men lämnades som suppleant i valet 2019. 
Maijala hette ursprungligen officiellt Eeva Maria utan bindestreck. Enligt henne var namnformen med bindestreck föräldrarnas avsikt men bindestrecket glömdes av prästen. År 2012 ändrades namnet så att bindestrecket förekommer även i officiella dokument.
År 2015 valdes Eeva-Maria Maijala till ordförande för Centralförbundet för Fiskerihushållning.